# جواشا
تعد الجواشا أو عمل المسك جزءًا من الطب الصيني التقليدي. يستخدم ممارسوها أداة لكشط جلد الناس لإحداث تلف في الأنسجة اعتقادًا أن هذا له فائدة طبية. يشار أحيانًا إلى جواشا باسم «كشط» أو «ملاعق» أو «سك» من قبل المتحدثين باللغة الإنجليزية. وقد أطلق على العلاج أيضًا الاسم الفرنسي الوصفي، المغذيات.

## فعالية
كما ورد في مقالة مراجعة في مجلة الأكاديمية الأمريكية للأمراض الجلدية، تتراوح الآثار الجانبية السلبية للجواشا من الآثار الصغيرة، بما في ذلك التهاب الجلد والحروق والدم في البول، إلى الأعراض الرئيسية النادرة بما في ذلك النزيف في الدماغ والإصابات الشديدة تتطلب ترقيع الجلد.

## علم الألفاظ
تم نقل الجواشا من الصين إلى فيتنام، حيث أصبحت شائعة جدًا. يُعرف باسم الريح المحلقة، وهو ما يعني تقريبًا «كشط الرياح»، كما هو الحال في الثقافة الفيتنامية «يُصاب بالبرد» أو الحمى غالبًا ما يُشار إليه بـالسكتة الدماغية «لالتقاط الرياح». أصل هذا المصطلح هو شانغهان لون، أ. 220 م نص طبي صيني عن المرض الناجم عن البرد. كما هو الحال في معظم الدول الآسيوية، كان للعلوم الطبية في الصين تأثير عميق في فيتنام، خاصة بين القرنين الخامس والسابع الميلاديين. كشط الرياح هو علاج شائع للغاية في فيتنام وللفيتناميين المغتربين.

## في الثقافة الشعبية
فيلم 2001 علاج جواشا (بالصينية: 刮痧؛ بينيين: جواشا) تم صنعه في هونغ كونغ وأظهر جواشا. إنها قصة عن الصراعات الثقافية التي عاشتها أسرة صينية في الولايات المتحدة.